# Jang Geum
Jang-geum (hangul: 장금 hanja: 長今), levde under tidigt 1500-tal (Joseondynastin) och var den första och enda koreanska kvinnliga läkaren fram till modern tid. Hon praktiserade hos den koreanska kungen Jungjong och hans familj. Hon upphöjdes till tredje gradens tjänsteman och fick därför använda Dae (stor, 대/大) före sitt namn. Trots att hennes namn eller orden "den kvinnliga läkaren" förekommer i de historiska texterna från Joseon-dynastin är historikerna inte eniga om hon är en verklig person eller ej eftersom en del texter är kopior på kopior medan andra är skrivna i efterhand och kan ha förvanskats.
Enligt de historiska texterna är hennes härkomst okänd och hon har antagits till palatsets läkaravdelning som medicinflicka (en form av tjänsteflicka med medicinsk specialitet). Hon avancerade snabbt tack vare sin begåvning och fick arbeta som en lägre gradens läkare. Efter att först ha vårdat de kvinnliga medlemmarna framgångsrikt fick hon även vara med och ansvara för kungens hälsa och ska ha räddat hans liv när han varit sjuk. Hennes specialitet var att behandla sjukdomar genom akupunktur och behandla sjukdomar genom reglering av kosten.
Hennes liv har romantiserats i den koreanska dramaserien Dae Jang Geum (71 avsnitt, KBS), serien har väckt stor uppmärksamhet runtom i Asien. Stora delar av serien är fiktiv eller bygger på mer osäkra källor, bl.a. sägs hon härstamma från en ämbetsmannafamilj som fallit i onåd och först ha antagits till palatset som köksflicka.